# Pascal Mendy
Pour les articles homonymes, voir Mendy.
Pascal Mendy est un footballeur sénégalais qui évolue comme défenseur. Il est né le 11 janvier 1979 à Dakar (Fass Delorme). Il joue en équipe du Sénégal.
Lors de la saison 2007, alors qu'il joue à FBK Kaunas, il devient champion de Lituanie, jouant 21 matchs de championnat et inscrivant 3 buts.

## Carrière
- 2000-2003 : ASC Jeanne d'Arc ( Sénégal)
- janvier 2003-décembre 2006 : FK Dynamo Moscou ( Russie)
- janvier 2007-décembre 2008 : FBK Kaunas ( Lituanie)
- décembre 2008-2009 : Olympique Noisy-le-Sec ( France)
- 2009-2010 : UJA Alfortville ( France)
- depuis 2010 : Partizan Minsk ( Biélorussie)
  - depuis janvier 2011 : FK Dynamo Brest ( Biélorussie) (prêt)